# LL Волопаса
LL Волопаса (лат. LL Boötis) — одиночная переменная звезда в созвездии Волопаса на расстоянии приблизительно 486 световых лет (около 149 парсеков) от Солнца. Видимая звёздная величина звезды — от +12,24m до +12,09m.

## Характеристики
LL Волопаса — оранжево-жёлтый карлик, эруптивная переменная звезда типа RS Гончих Псов (RS) спектрального класса K-G. Радиус — около 0,77 солнечного, светимость — около 0,337 солнечной. Эффективная температура — около 5003 K.